# タンデム体制

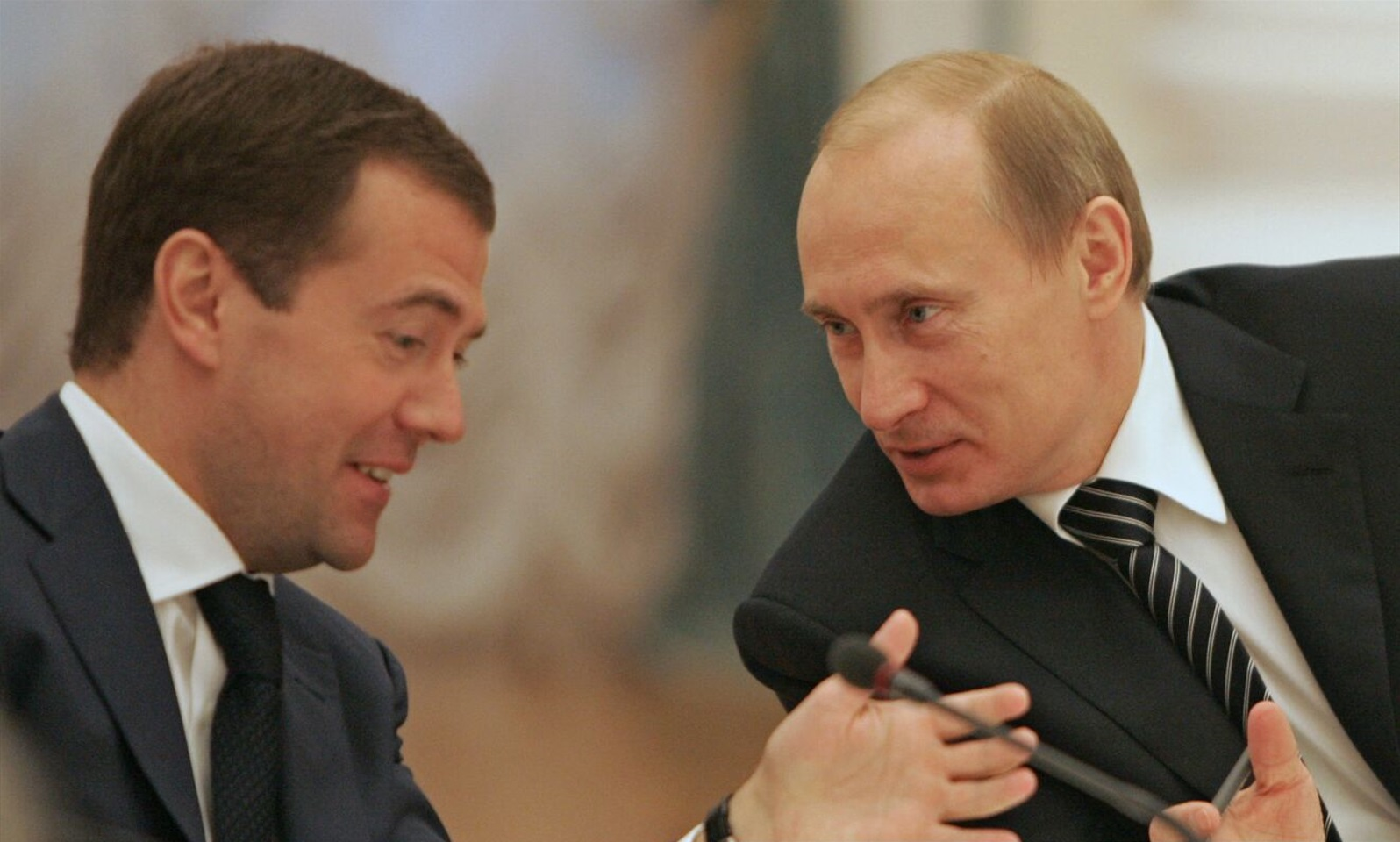
ドミートリー・メドヴェージェフ次期大統領とウラジーミル・プーチン（2008年3月11日）

タンデム体制（タンデムたいせい、ロシア語: Правящий тандем）又はタンデモクラシー（Tandemocracy、Тандемократия タンデモクラーチヤ、タンデムとデモクラシーのかばん語）は、2008年ロシア連邦大統領選挙後のメドヴェージェフ大統領とプーチン首相による二頭体制 (ru:Дуумвират) の俗称。

## 概要

### 2008年ロシア連邦大統領選挙

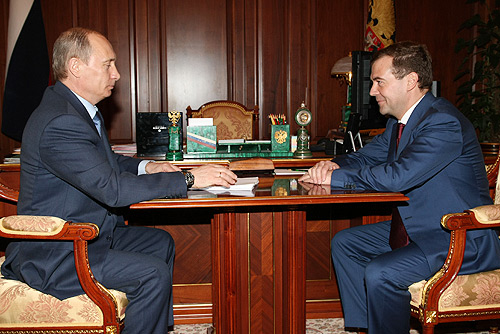
プーチン首相（左）とメドヴェージェフ大統領（2008年5月12日撮影）

2000年5月から2008年5月までの2期8年に渡ってプーチンは大統領を務めていたが、ロシア連邦憲法では大統領の連続3選が禁止されているため、プーチンが大統領職を2期で退任するのか、他の旧ソビエト連邦・CISの各国指導者に見られるように憲法改正を行い、大統領任期延長を図るのかが注目された。与党の統一ロシアやシロヴィキに影響力を持つプーチンは、2007年ロシア下院選挙で統一ロシアの比例名簿1位に登載されて当選し、2008年4月に統一ロシア党首に就任した。プーチンはこうした政官界への影響力を背景に後継大統領候補にメドヴェージェフ第一副首相をつけて大統領選挙で当選させ、自身を首相に指名させた。
2008年5月8日にメドヴェージェフ大統領・プーチン首相体制が始まった。プーチンは8年間の大統領経験と統一ロシアやシロヴィキの影響力を背景に、本来大統領として大きな権限を持つはずのメドヴェージェフ以上の政治的影響力を維持した。また、プーチンは政府幹部会 (ru:Президиум Правительства) を8年ぶりに設置し、首相として政府幹部会議長に就任した。政府幹部会は週1回行われ副首相や大統領が人事権をもつ外相や国防相も参加する一方で、大統領が主宰していた週1回の閣議が大幅に減ったため、政府幹部会は事実上の政府最高意思決定機関と目された。メドヴェージェフはユーラシア関税同盟拡大問題（ユーラシア連合構想）・モスクワ市長人事（ユーリ・ルシコフ解任）などでプーチンと方針対立が報じられることもあったが、プーチンと決定的に対立することは無かった。

### 2012年ロシア連邦大統領選挙
2012年5月7日までがメドヴェージェフの大統領任期であり、2012年ロシア連邦大統領選挙にはプーチンも出馬できることから、プーチンと比較的リベラル派とされるメドヴェージェフとの間の対立がしばしば報じられるようになり、同選挙をめぐり両者の関係に変化が見られた。プーチン自身は「話しあって調整した上で決断する」「2012年になればわかる」と明言を避けてきた。
2011年9月24日に統一ロシアの党大会がモスクワで開催され、2012年ロシア連邦大統領選挙においてプーチンを大統領候補にすることを決定し、プーチンも受諾した。また、メドヴェージェフを下院選挙の比例名簿1位に搭載し、プーチンが大統領に返り咲けばメドヴェージェフを首相に起用することも発表された。タンデム体制は大統領と首相のポストを交換して続くこととなった。プーチンは数年前からの2人で決めていた既定路線だったことを党大会で発表している。統一ロシアは2011年ロシア下院選挙で過半数を獲得し、プーチンは2012年ロシア連邦大統領選挙で勝利して同年5月に大統領に就任した。2008年の憲法改正により大統領任期が4年から6年へと延長されたため、プーチンが2018年に再選されれば2012年5月から2024年5月まで大統領を務めることもできるようになった。

## その他
- アメリカ外交公電ウィキリークス流出事件では、在モスクワアメリカ大使館がタンデム体制について「プーチン首相がバットマン（主役）で、メドヴェージェフ大統領—はロビン（相棒）」と揶揄した外交文書がウィキリークスによって公開された。